# Creurgops verticalis
Creurgops verticalis là một loài chim trong họ Thraupidae.